# Filigrana

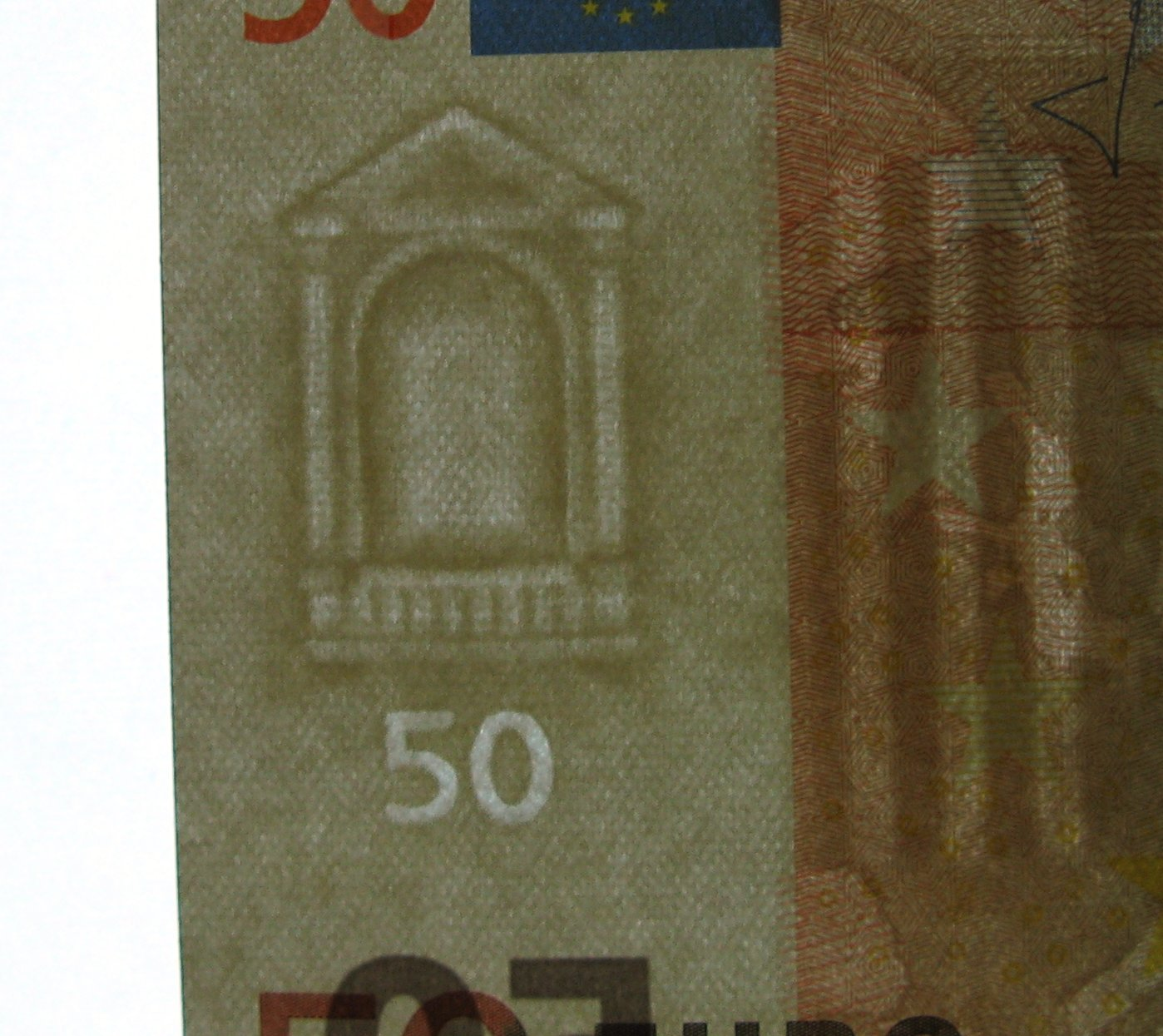
Marca a l'aigua del bitllet de 50 euros

Una filigrana és un dibuix perceptible a contrallum en un paper, obtingut durant la fabricació mitjançant una diferència de gruix de la pasta de cel·lulosa que el compon. Es fa servir com a sistema de seguretat en documents (com ara els bitllets de banc) i segells i com a marca de fabricant.

## Tècnica de fabricació
La filigrana, que també s'anomena marca d'aigua, és una tècnica de fabricació de paper a la que es forma una imatge en la seva estructura, visible a contrallum, per la diferència de gruixos entre les zones.
En el paper fet a mà la imatge de la filigrana es fa amb fils metàl·lics que s'entrecreuen entre els corondells i els pontillons, que són cadascuna de les ratlles, molt primes i acostades entre si, que conformen la verjura del paper. En el paper fet a màquina la imatge de la filigrana està en relleu en un cilindre que deixa aquesta empremta en el paper encara humit.
Les filigranes poden representar des d'un dibuix simple (de vegades acompanyat amb les lletres inicials de fabricant) fins a dissenys molt elaborats (gravats al corró).

## Història
La tècnica de la filigrana es va originar en els molins paperers de Fabriano, a la Toscana, cap a 1282 per a identificar i donar prestigi al seu producte. Posteriorment veure'n utilitat com a mesura de seguretat contra la falsificació. La filigrana continua a fer-se servir per a garantir la autenticitat de documents, com ara bitllets de banca o actes notarials autèntics.
El terme filigrana digital s'empra, per extensió, en informàtica per fer referència a la incorporació a les imatges i documents de signatures digitals o d'informació invisible que permeten provar l'origen d'un material subjecte a dret d'autor, o per identificar la font del document copiat.